# Mitratapide
Mitratapide là một loại thuốc thú y để điều trị cho những con chó thừa cân và béo phì được bán dưới tên biệt dược Yarvitan. Cơ chế tác động của nó liên quan đến việc ức chế protein chuyển triglyceride microsome (MTP) chịu trách nhiệm cho việc hấp thụ lipid trong chế độ ăn uống. Nghiên cứu lâm sàng cũng cho thấy rằng mitratapide có thể giúp đẩy lùi tình trạng kháng insulin ở chó.
Thuốc được phát triển bởi Janssen Pharmaceutica và có liên quan về mặt hóa học với các loại thuốc chống nấm như itraconazole cũng được phát triển bởi Janssen.
Mitratapide (dưới tên thương hiệu là Yarvitan) đã được Cơ quan y tế châu Âu ủy quyền sử dụng tại EU để giúp giảm cân ở chó, nhưng nó đã bị rút khỏi thị trường ở EU.